# Процесът (филм, 1968)
„Процесът“ е български игрален филм (драма) от 1968 година на режисьора Яким Якимов, по сценарий на Павел Вежинов. Оператор е Георги Георгиев. Музиката във филма е композирана от Кирил Цибулка. Художник е Искра Личева.

## Сюжет
Бистра и Евгени, студенти в първи курс, се обичат, прекарват времето си весело и безгрижно. Постепенно Бистра се увлича по бащата на Евгени, защото вижда в него въплъщение на представите си за любимия човек. Това предизвиква у Евгени душевна драма и в състояние на афект той блъсва с колата си пешеходец. В съда може да му помогне само Бистра, ако разкаже причината на състоянието му, довело до катастрофата. След силно вътрешно колебание момичето решава, макар и с риск да се злепостави, да каже цялата истина и с това да допринесе за произнасяне на по-лека присъда.

## Актьорски състав
- Иван Кондов – Въло Игнатов
- Бранимира Антонова – Бистра
- Димо Лолов – Евгени, синът на Игнатов
- Иван Андонов – преподавателят Сир
- Лора Кремен – Борисова, майката на Евгени
- Антония Чолчева – майката на Бистра
- Стефан Сърбов – адвокат
- Меди Димитрова – колежката на Игнатов
- Северина Тенева – приятелка на Бистра

В епизодите:
- Енчо Опълченски (като Е. Опълченски)
- Ламби Порязов (като Л. Порязов)
- Радка Сарафова (като Р. Сарафова)
- Т. Георгиев
- Теофан Хранов (като Т. Хранов)
- Гр. Теофилов
- Васил Бъчваров (като В. Бъчваров) – Жан
- А. Маджаров
- Клара Армандова (като Кл. Барух) – Лилия
- Ив. Сарафов
- Саша Филипова (като С. Филипова)
- А. Стоянов
- Георги Георгиев – Гочето (не е посочен в надписите на филма)

## Награди
- Наградата за сценарий и поощрение за актьорски дебют на Бранимира Антонова и Димо Лолов, (Варна, 1968).